# Dhalwala
Dhalwala là một thị trấn thống kê (census town) của quận Tehri Garhwal thuộc bang Uttarakhand, Ấn Độ.

## Nhân khẩu
Theo điều tra dân số năm 2001 của Ấn Độ, Dhalwala có dân số 11.206 người. Phái nam chiếm 55% tổng số dân và phái nữ chiếm 45%. Dhalwala có tỷ lệ 76% biết đọc biết viết, cao hơn tỷ lệ trung bình toàn quốc là 59,5%: tỷ lệ cho phái nam là 83%, và tỷ lệ cho phái nữ là 67%. Tại Dhalwala, 14% dân số nhỏ hơn 6 tuổi.